# ASFiNAG
ASFiNAG (zkratka pro „Autobahnen- und Schnellstraßen-Finanzierungs-Aktiengesellschaft“, což je německý výraz pro „Akciová společnost pro financování silnic a dálnic“) je rakouský státní podnik, který plánuje, financuje, staví, udržuje a vybírá mýtné na rakouských dálnicích (obdoba českého Ředitelství silnic a dálnic ). ASFiNAG je plně ve vlastnictví rakouské vlády, za který odpovídá rakouské ministerstvo dopravy, inovací a technologií neboli německy Bundesministerium für Verkehr, Innovation und Technologie (BMVIT).

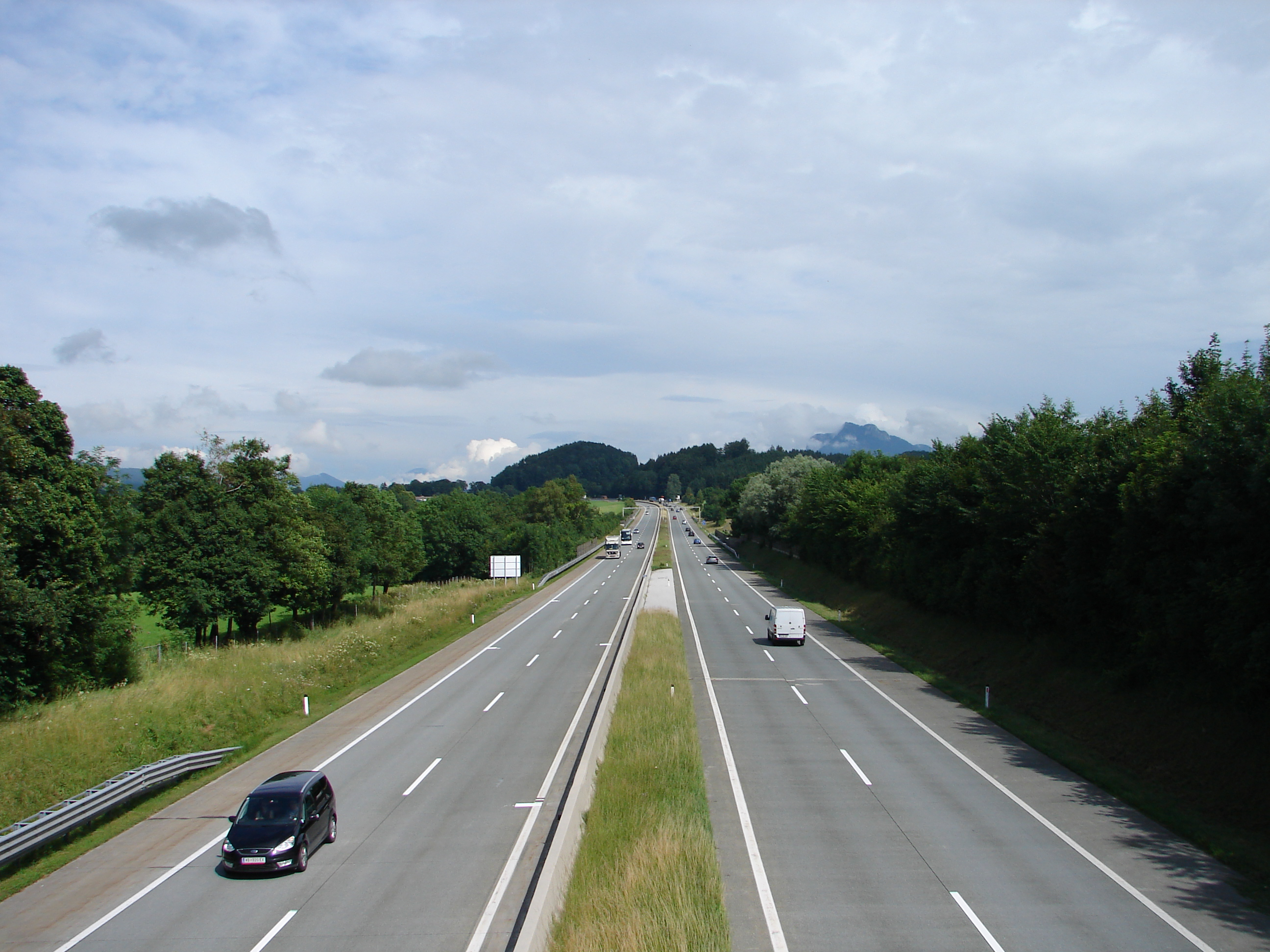
Dálnice A1 v Eugendorfu

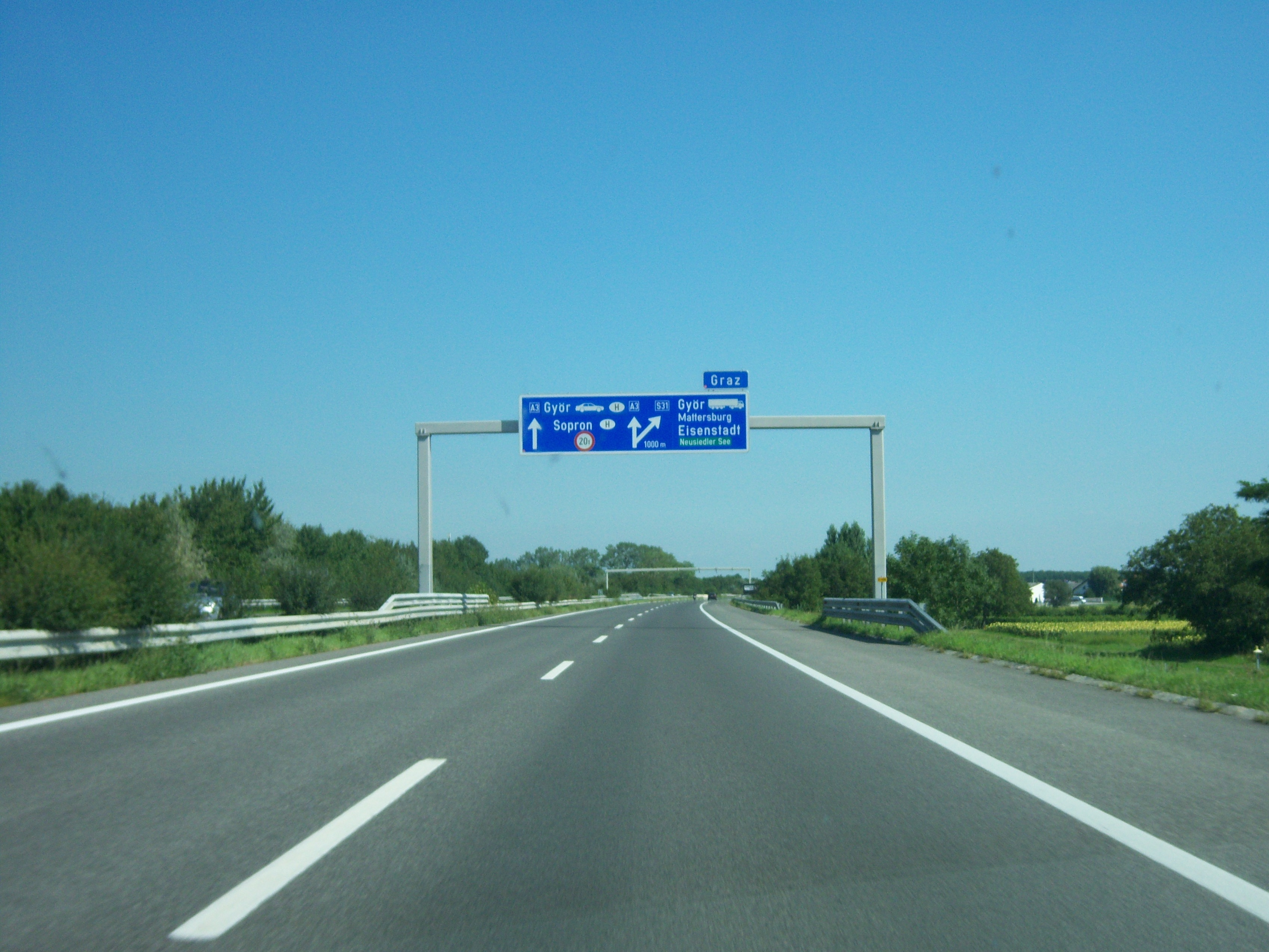
Křižovatka Eisenstadt na dálnici A3

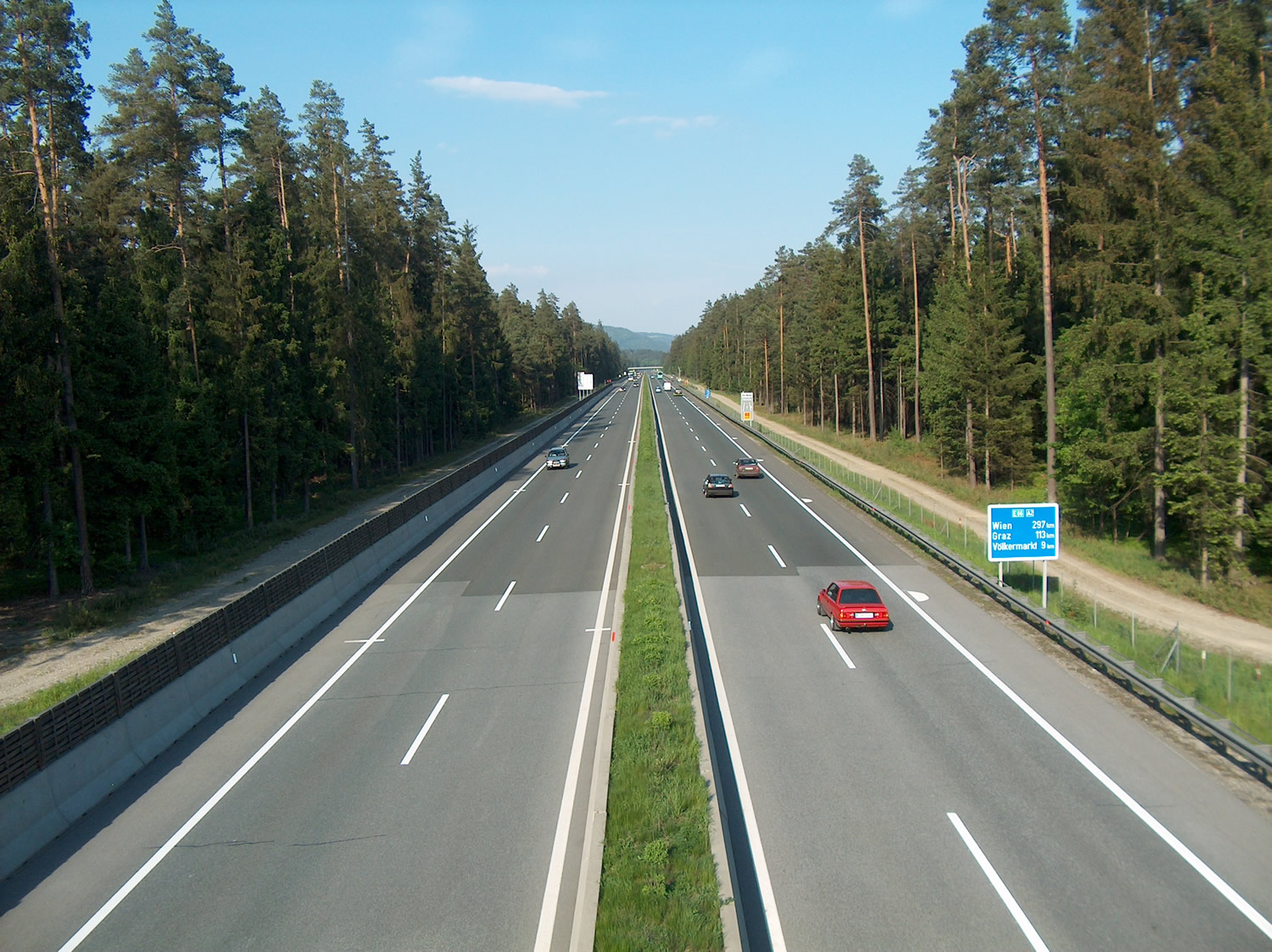
Dálnice A2 mezi Grafensteinem a Völkermarkt Ost

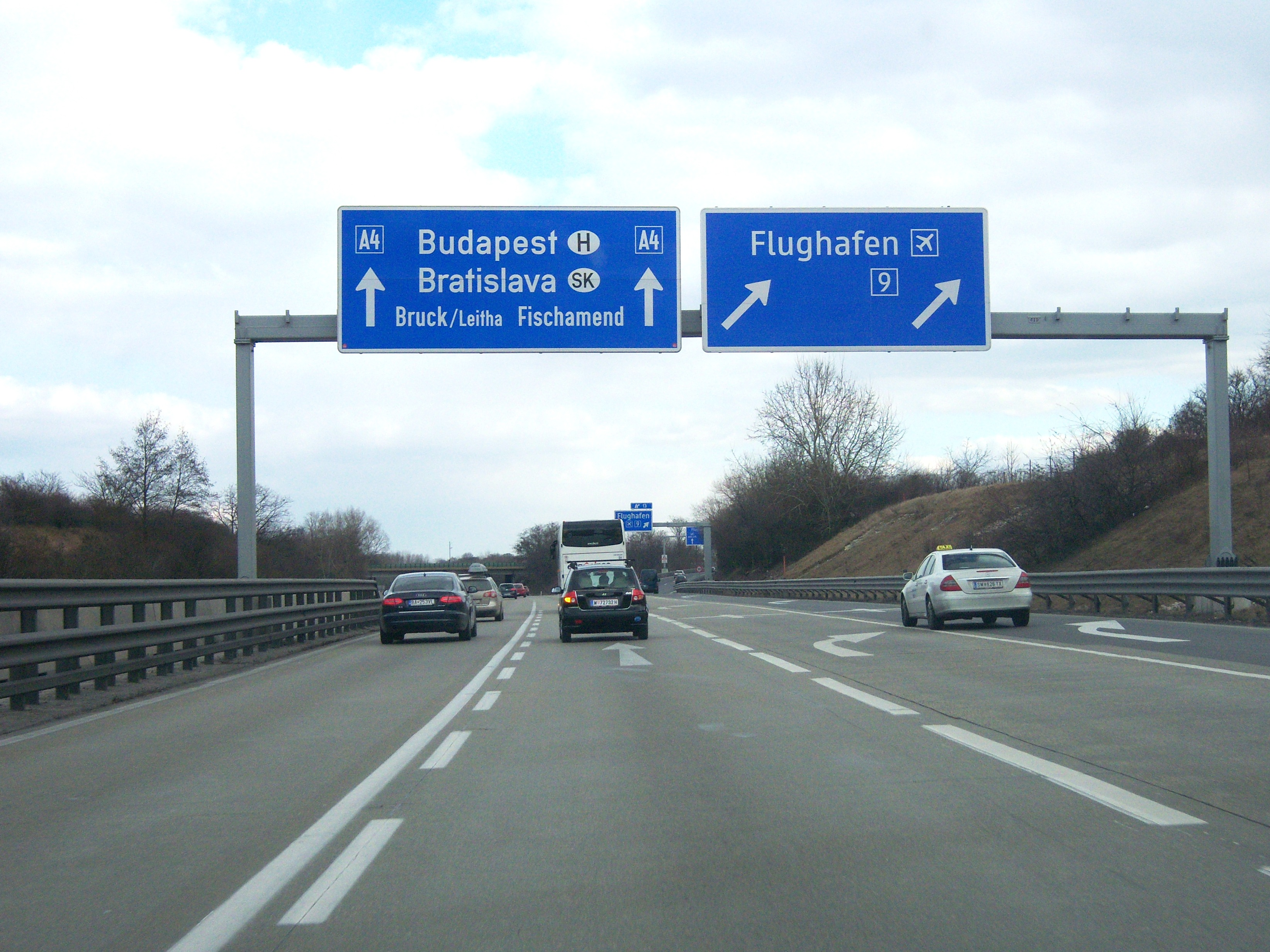
Dálnice A4 směrem na Budapešť

## Účel a úkoly
Společnost ASFINAG byla založena v roce 1982 a jejím předmětem činnosti je podle zákona financování, plánování, výstavba a údržba spolkových silnic a výběr časových a kilometrových poplatků. Pro výběr mýtného byla v roce 1997 uzavřena smlouva o užívání a od té doby má ASFINAG formálně užívací právo k pozemkům a zařízením federální silniční sítě vyššího řádu ve vlastnictví federální vlády. ASFiNAG nedostává žádné peníze ze státního rozpočtu, ale vyplácí Rakouské republice dividendu.

## Struktura mýtného a financování
Pro rok 2015 očekával ASFiNAG 1,25 miliardy eur z mýtného, které platí nákladní automobily a autobusy v závislosti na počtu náprav a ujeté vzdálenosti na dálnicích na základě tachografů.
Osobní automobily (do celkové hmotnosti 3,5 tuny) a motocykly přispívají poplatkem zvaným Vignette (dálniční známka), která musí být na vozidle trvale nalepena, na celkové využití sítě silnic vyšší třídy ve výši 440 milionů eur a také 170 milionů eur na zvláštní mýtné pro dražší silnice s náročnou údržbou (od západu na východ): Arlberský silniční tunel, Brennerská dálnice A13, Taurský dálniční tunel, tunel Karavanky, Bosrucký tunel a Gleinalmský tunel. Výběr těchto zvláštních mýtných poplatků doplňují jednorázové jízdenky nebo předplatní jízdenky, které se liší způsobem použití (např. roční, měsíční, s kombinací tras a různými slevami pro dojíždějící, zdravotně postižené a rezidenty). Od zvláštního mýtného jsou trvale osvobozena vozidla, která mají modrá světla, různé národní a mezinárodní služby, jako je Bundesheer (rakouská armáda) a Justizwache (sekce rakouského ministerstva spravedlnosti).
(Horské silnice přes Felbertaurský tunel a Grossglocknerskou vysokohorskou silnici jsou zpoplatněny soukromými subjekty.)
Jen v roce 2015 ASFiNAG investoval z peněz vybraných na mýtném 500 milionů eur do výstavby nových silnic, 485 milionů eur do údržby stávajících silnic. Dále financuje systém výběru mýtného spolu s nákupem dálničních známek z míst, kde se prodává tabák, a za 20 let splatit svůj dluh ve výši 11,5 miliardy eur.
Dopravní experti doporučují, aby se namísto časového mýtného vybírala vyšší daň na základě používaného typu vozidla, kdy opotřebení silnic těžšími vozidly jako jsou SUV, na rozdíl od městských aut, lépe odpovídá skutečnosti.

## Historie společnosti
Společnost byla založena 11. září 1982. Od tohoto data byly úvěrové operace řízeny centrálně pro všechny projektové společnosti v Rakousku. V roce 1992 byly založeny společnosti ÖSAG (Österreichische Autobahns und Schnellstraßen AG) a ASG (Alpenstraßen AG), a to sloučením šesti provozních dálničních společností v Rakousku do ASG na západě, ÖSAG do zbytku Rakouska.